# Бедфорд-Парк (Іллінойс)
Бедфорд-Парк (англ. Bedford Park) — селище (англ. village) в США, в окрузі Кук штату Іллінойс. Населення — 602 особи (2020).

## Географія
Бедфорд-Парк розташований за координатами 41°46′1″ пн. ш. 87°47′44″ зх. д. / 41.76694° пн. ш. 87.79556° зх. д. (41.767071, -87.795518).  За даними Бюро перепису населення США в 2010 році селище мало площу 15,63 км², з яких 15,36 км² — суходіл та 0,27 км² — водойми.

## Демографія
Згідно з переписом 2010 року, у селищі мешкало 580 осіб у 210 домогосподарствах у складі 153 родин. Густота населення становила 37 осіб/км².  Було 220 помешкань (14/км²).
Расовий склад населення:
| - 83,8 % — білих - 0,7 % — чорних або афроамериканців - 0,3 % — корінних американців - 13,4 % — осіб інших рас |

До двох чи більше рас належало 1,7 %. Частка іспаномовних становила 24,3 % від усіх жителів.
За віковим діапазоном населення розподілялося таким чином: 22,9 % — особи молодші 18 років, 60,7 % — особи у віці 18—64 років, 16,4 % — особи у віці 65 років та старші. Медіана віку мешканця становила 39,2 року. На 100 осіб жіночої статі у селищі припадало 95,3 чоловіків;  на 100 жінок у віці від 18 років та старших — 91,0 чоловіків також старших 18 років.
Середній дохід на одне домашнє господарство  становив 62 271 долар США (медіана — 54 219), а середній дохід на одну сім'ю — 70 255 доларів (медіана — 63 750). За межею бідності перебувало 11,9 % осіб, у тому числі 23,7 % дітей у віці до 18 років та 2,6 % осіб у віці 65 років та старших.
Цивільне працевлаштоване населення становило 329 осіб. Основні галузі зайнятості: освіта, охорона здоров'я та соціальна допомога — 23,7 %, виробництво — 13,1 %, науковці, спеціалісти, менеджери — 11,9 %, будівництво — 10,9 %.